# Eslāmābād-e Kahūr Khoshk
Eslāmābād-e Kahūr Khoshk (persiska: اسلام آباد کهور خشک) är en ort i Iran.   Den ligger i provinsen Kerman, i den sydöstra delen av landet, 1 100 km sydost om huvudstaden Teheran. Eslāmābād-e Kahūr Khoshk ligger 638 meter över havet och antalet invånare är 182.
Terrängen runt Eslāmābād-e Kahūr Khoshk är platt. Runt Eslāmābād-e Kahūr Khoshk är det glesbefolkat, med 14 invånare per kvadratkilometer. Närmaste större samhälle är Bambūyān, 8,6 km söder om Eslāmābād-e Kahūr Khoshk. Trakten runt Eslāmābād-e Kahūr Khoshk är ofruktbar med lite eller ingen växtlighet.